# Cases-de-Pène
Cases-de-Pène (în catalană Las Cases de Pena) este o comună în departamentul Pyrénées-Orientales din sudul Franței. În 2009 avea o populație de 772 de locuitori.

## Evoluția populației
| An        | 1975 | 1982 | 1990 | 1999 | 2006 | 2009 |
| --------- | ---- | ---- | ---- | ---- | ---- | ---- |
| Populație | 334  | 387  | 406  | 430  | 642  | 772  |